# August Karl Holsche
August Karl Holsche (auch August Carl, seit 6. Juli 1798 von Holsche,) (* 1749 in Hannover; † 21. Januar 1830 in Memel, Preußisch Litauen) war ein preußischer Verwaltungsbeamter und topographischer Schriftsteller.

## Leben
Holsche immatrikulierte sich am 24. März 1766 zum Studium der Rechtswissenschaften an der Universität Göttingen, um danach eine zweijährige Referendarszeit in Minden zu absolvieren. Anschließend war er 15 Jahre lang, über den Zeitraum 1772–1787 hinweg,  als Hof-Fiskat (Finanzbeamter) in Tecklenburg tätig. Während dieser Zeit sammelte er Unterlagen und geschichtliche Informationen, die er zu einem Buch über die Grafschaft Tecklenburg und die Zustände derselben im 18. Jahrhundert verarbeitete, das 1788 erschien. 1787 wurde Holsche Assistenzrat in Bromberg in  Westpreußen und 1793 Regierungsrat in Petrikau in Südpreußen. 1796 wurde er zum Regierungsdirektor und zum Geheimen Justizrat in Białystok, etwa 180 Kilometer nordöstlich von Warschau, ernannt. Auf seinen Antrag hin erfolgte 1798 seine Erbhebung in den Adelsstand. 1811 wurde er Direktor des Stadt- und Landgerichts in Memel, wo er 1830 im Alter von  81 Jahren verstarb. 
Holsche ehelichte am 19. Oktober 1795 in Breslau Eva Sophia, geborene v. Wlömer, die zuvor mit einem Herrn Hanebek verheiratet gewesen war. Holsche wurde der Rote Adlerorden verliehen.

## Werke
- Historisch-topographisch-statistische Beschreibung der Grafschaft Tecklenburg nebst einigen speciellen Landesverordnungen mit Anmerkungen, als ein Beytrag zur vollständigen Beschreibung Westphalens. Berlin und Frankfurt 1788 (Google Books).
- Der Netzedistrikt, ein Beytrag zur Länder- und Völkerkunde mit statistischen Nachrichten. Königsberg 1793 (Google Books).
- Über die monarchische Regierungsform. Nicolavius, Königsberg 1794.
- Geographie und Statistik von West-, Süd- und Neu-Ostpreußen. Nebst einer kurzen Geschichte des Königreichs Polen bis zu dessen Zertheilung.
  - Band 1: Nebst einer Charte von West-, Süd- und Neu-Ostpreußen,  Berlin 1800 (Google Books).
  - Band 2: Nebst einer Charte von West-, Süd- und Neu-Ostpreußen, Berlin (Google Books)  (Digitale Bibliothek Kujawsko-Pomorska).
  - Band 3: Nebst eines Grundrisses der Stadt und Gegend von Danzig, Berlin 1807 (Google Books).